# Leonel Moreira
Leonel Gerardo Moreira Ledezma (Heredia, Costa Rica, 2 de abril de 1990) es un futbolista costarricense que actualmente juega como guardameta en el Puntarenas F.C. de la Primera División de Costa Rica.

## Trayectoria
Vecino de San Juan de Santa Bárbara en la provincia de Heredia, Moreira pasó por sacrificios durante su infancia y adolescencia al dejar sus estudios por un tiempo para dedicarse al fútbol. Integró las divisiones menores del Herediano donde jugaba como mediocentro ofensivo, fue en un partido de la cantera rojiamarilla que el portero se lesionó y no tenían recambio, por lo que el cuerpo técnico optó por poner a Moreira como guardapalos y desde ese momento tuvo afinidad con el puesto. Leonel tenía que trabajar como albañil para poder pagar los pases del bus para ir a entrenar al Estadio Rosabal Cordero. El estratega Salvador Ragusa le vio condiciones para incorporarlo al primer equipo.

### C. S. Herediano
Fue convocado por primera vez con el primer equipo, con apenas 19 años para el partido del Campeonato de Invierno del 8 de noviembre de 2009, por la decimotercera jornada frente a la Universidad de Costa Rica y siendo el portero titular en aquel compromiso de la victoria por 1-0.
Se afianzó rápidamente en la titularidad para la siguiente temporada a partir de la segunda vuelta de la clasificación del Campeonato de Invierno 2010, competencia en la que además disputó la totalidad de la etapa final donde se conformó con el segundo lugar tras perder la final contra Alajuelense.
El 19 de mayo de 2012, logró el título del Campeonato de Verano al vencer la serie final ante el Santos de Guápiles. En este torneo alternaba su lugar con Daniel Cambronero.

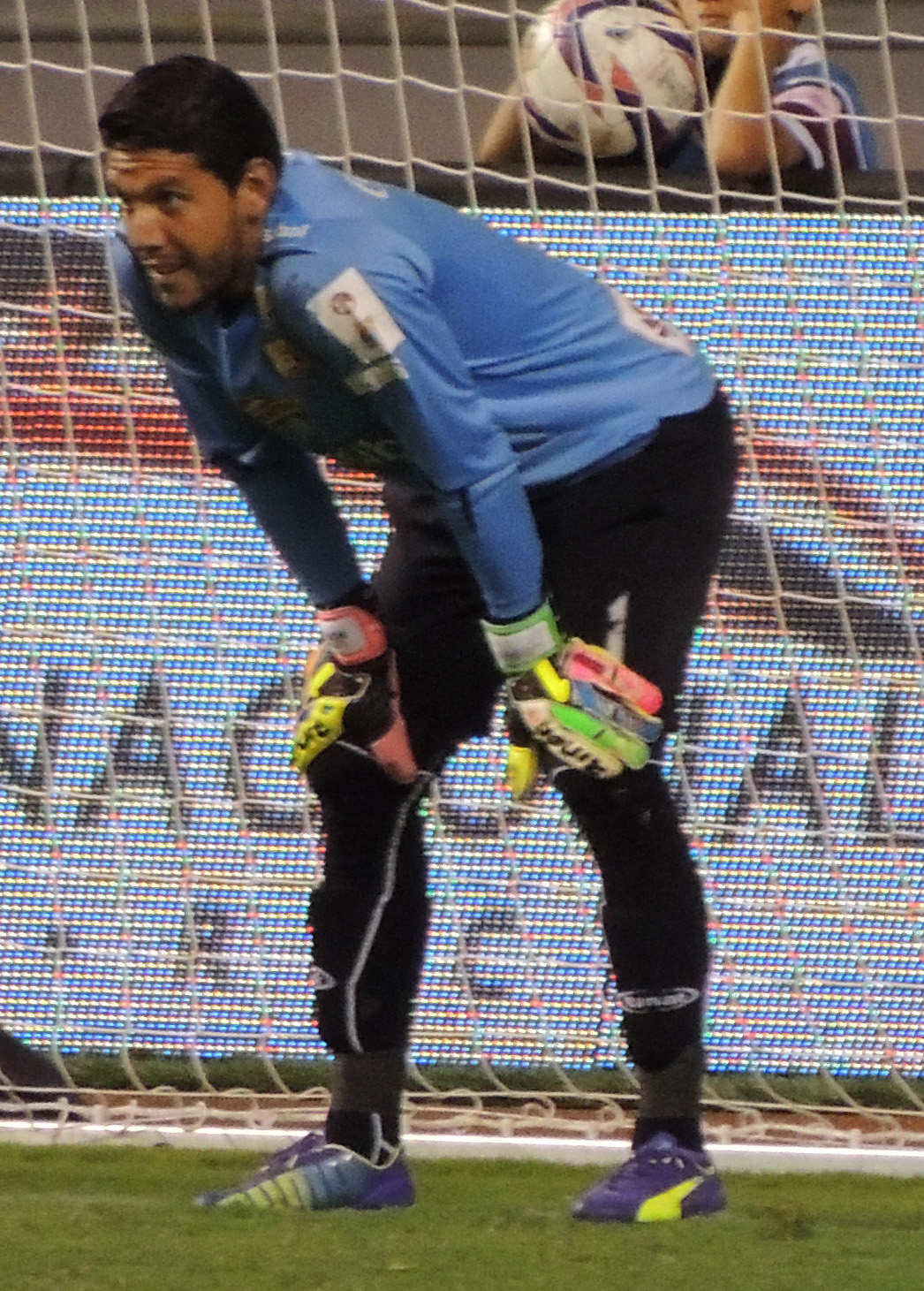
Leonel Moreira en el Torneo 90 Minutos por la Vida en el 2015

El 25 de mayo de 2013, Leonel tapó un lanzamiento del Cartaginés en la definición por penales del Campeonato de Verano, que permitió a su club hacerse con el título. Posteriormente se proclamó campeón de los cetros de los torneos de Verano 2015 y Verano 2016, ganando en ambas finales a Alajuelense. Mediante impecables campañas y exhibiendo un gran nivel de juego, Leonel alcanzó en mayo de 2016 la cifra de 50 partidos consecutivos jugando como titular.
El 21 de mayo de 2017, se proclama campeón del Verano tras derrotar en los dos juegos de la final al Deportivo Saprissa. El 19 de agosto de 2017 llegó al octavo lugar de rachas más largas sin recibir anotaciones del campeonato de liga con 691 minutos.
El 1 de noviembre de 2018, Moreira conquistó el título de Liga Concacaf venciendo en el resultado global al Motagua de Honduras. El 23 de diciembre ganó el Torneo de Apertura en una nueva final sobre el conjunto saprissista, siendo esta su última campaña antes de marcharse al exterior.

### C. F. Pachuca
El 26 de diciembre de 2018, el Pachuca de México hizo oficial la llegada del arquero al club, inicialmente en calidad de préstamo por un año con la alternativa de renovación por un año más. Disputó únicamente los partidos de la Copa con buen suceso en sus actuaciones, pero no pudo ver acción en encuentros de liga en donde fue suplente. El cuadro mexicano adquirió la totalidad de la ficha del portero por cuatro temporadas.

### Club Bolívar
El 19 de julio de 2019, Leonel salió en condición de préstamo hacia el Club Bolívar. El 24 de enero de 2020 se anunció su salida del equipo por motivos de índole personal, contabilizando un total de 23 apariciones.

### L. D. Alajuelense
El 24 de enero de 2020, el equipo de Alajuelense anunció la vinculación de Moreira por un torneo cedido a préstamo. Desde ese entonces se convirtió en titular indiscutible en el cuadro rojinegro y figura importante en la mayoría de los compromisos. El 9 de julio renovó el contrato de préstamo por un año más.
Su aporte fue integral para la consecución de los títulos del Apertura 2020 y la Liga Concacaf. El 31 de mayo de 2021, el guardameta se desvinculó del Pachuca quien era el dueño de su ficha para renovar su contrato con Alajuelense por tres años más.

## Selección nacional

### Categorías inferiores
El 22 de septiembre de 2006, Leonel se integró al grupo de veintidós futbolistas del técnico Manuel Gerardo Ureña de la Selección Sub-17 de Costa Rica. El 11 de octubre fue ratificado en la lista definitiva que viajó a El Salvador para disputar la eliminatoria centroamericana al Torneo de Concacaf. El 14 de octubre quedó como suplente ante el combinado de Guatemala en el Estadio Cuscatlán en la victoria por goleada 5-0. Dos días después repitió en el banquillo en la derrota frente a Panamá (0-1). Su selección se recuperó del resultado adverso y venció por 5-1 a Nicaragua, encuentro en el que Moreira pudo hacer su debut como titular. El 22 de octubre fue nuevamente estelar en el triunfo 0-2 contra el anfitrión El Salvador, de esta manera clasificándose a la competición continental.
El 14 de abril de 2007, el guardameta fue convocado por Ureña en la lista previa de veintidós jugadores. El 24 de abril se quedó con un lugar en la nómina oficial para participar en el Torneo Sub-17 de la Concacaf. El 28 de abril se desarrolló la primera fecha en el Estadio Nacional de Kingston contra Trinidad y Tobago. Moreira jugó la totalidad de los minutos en la victoria por 2-0. Luego tuvo participación en dos encuentros como titular ante Canadá (0-0), Jamaica (0-1) y en la derrota 2-1 frente a Estados Unidos, siendo este único partido donde encajó dos goles. Su selección accedió a uno de los cupos directos al Mundial de la categoría.
El 8 de junio de 2007, el técnico Ureña designó al grupo de dieciocho futbolistas que le harían frente a los Juegos Panamericanos de Río, lista de la cual Leonel fue tomado en cuenta. El 15 de julio esperó desde la suplencia en el empate 1-1 frente a Ecuador, en el Centro Deportivo Miécimo da Silva. Tuvo acción como titular en los otros duelos del grupo que culminaron en derrotas contra Brasil (0-2) y Honduras (1-2).
El 1 de agosto de 2007, el estratega Manuel Gerardo Ureña incluyó a Leonel en el equipo definitivo para disputar la Copa Mundial Sub-17 en Corea del Sur. El 18 de agosto se dio el debut del cuadro costarricense en el máximo torneo de selecciones en el Complejo Deportivo de Suwon ante Togo. Moreira fue titular en todo el encuentro y el marcador terminó empatado 1-1. Para el juego contra Corea del Sur, el portero repetiría su posición de estelar y mantuvo su arco en cero en el primer triunfo por 0-2. Tras la pérdida 1-0 frente a Perú, su país se quedó con el segundo lugar del grupo A. El 30 de agosto se dio la derrota 2-0 por los octavos de final contra Argentina, juego del cual gozó de la totalidad de los minutos.
En 2011, con la Selección Sub-23 dirigida por Ronald González, jugó la eliminatoria centroamericana previa a disputar el Preolímpico de Concacaf, torneo el cual su combinado no logró acceder al caer en el repechaje frente a Panamá.

#### Participaciones en inferiores
| Competición                    | Sede          | Resultado        | Partidos | Goles |
| ------------------------------ | ------------- | ---------------- | -------- | ----- |
| Torneo Sub-17 de Concacaf 2007 | Jamaica       | Clasificado      | 4        | -2    |
| Juegos Panamericanos 2007      | Brasil        | Fase de grupos   | 2        | -4    |
| Copa Mundial Sub-17 de 2007    | Corea del Sur | Octavos de final | 4        | -4    |

### Selección absoluta
El 20 de mayo de 2011, el estratega Ricardo La Volpe de la Selección de Costa Rica convocó por primera vez a Moreira para disputar la Copa de Oro de la Concacaf, la cual tuvo lugar en Estados Unidos. En toda la competencia fue el tercer portero y no vio acción.
El 13 de junio de 2011, volvió a ser tomado en cuenta por el entrenador en la nómina que afrontó la Copa América. Debutó como internacional el 2 de julio en el Estadio 23 de Agosto contra Colombia, donde apareció como titular y encajó un gol en la pérdida por 1-0. El 7 de julio dejó su valla invicta en la victoria de su equipo por 0-2 a Bolivia y cuatro días después se presentó la derrota de 3-0 ante Argentina, con estos resultados quedando eliminada su selección en primera fase.
El 19 de junio de 2013, Moreira entró en la convocatoria de Jorge Luis Pinto para desarrollar la Copa de Oro de la Concacaf en Estados Unidos, siendo el arquero suplente durante la competición.
El 10 de septiembre de 2013, fue suplente en el compromiso contra Jamaica donde su selección selló el boleto al Mundial de Brasil a falta de dos fechas para la conclusión de la eliminatoria de Concacaf.
El 2 de mayo de 2016, el director técnico Óscar Ramírez anunció la lista preliminar de 40 jugadores que podrían ser considerados para jugar la Copa América Centenario donde se incluyó a Leonel. El 16 de mayo terminó siendo ratificado en la nómina que viajó a Estados Unidos, país organizador del evento. Para este torneo, el guardameta fue suplente en los tres partidos del grupo contra Paraguay, Estados Unidos y Colombia.
El 2 de enero de 2017, el guardameta se hizo con un lugar en la lista de jugadores de Ramírez que participaron en la Copa Centroamericana. Jugó en uno de los cinco compromisos que disputó su equipo.
El jugador fue incluido, el 16 de junio de 2017, en la nómina para la realización de la Copa de Oro de la Concacaf que tuvo lugar en Estados Unidos. Permaneció en la suplencia durante el torneo.
El 7 de octubre de 2017, estuvo en el banco de suplentes en el compromiso donde su selección aseguró la clasificación al Mundial de Rusia tras el empate 1-1 contra Honduras en el último minuto.
El 14 de mayo de 2018, se anunció en conferencia de prensa del entrenador Óscar Ramírez, el llamado de los veintitrés futbolistas que harían frente al Mundial de Rusia, lista en la cual Moreira quedó dentro del selecto grupo. Concluyó este torneo sin disputar un partido.
El 5 de junio de 2019, se confirmó que Moreira entró en la nómina oficial de Gustavo Matosas para disputar la Copa de Oro de la Concacaf. Fue titular en los tres partidos de la fase de grupos contra Nicaragua (victoria 4-0), Bermudas (triunfo 2-1) y Haití (derrota 2-1). Su país se quedó en el camino al perder en penales por México en cuartos de final.
Con Ronald González de estratega, el portero tuvo participación en la Liga de Naciones de la Concacaf a partir de su etapa final. El 3 de junio de 2021, su selección empató el duelo de semifinal contra México (0-0) en el Empower Field en Denver, por lo que la serie se llevó a los penales donde su conjunto no pudo avanzar. Tres días después tampoco superó el compromiso por el tercer lugar frente a Honduras (2-2), cayendo por la misma vía de los penales. Leonel inició como titular en ambos encuentros.
El 25 de junio de 2021, el director técnico Luis Fernando Suárez definió la lista preliminar con miras hacia la Copa de Oro de la Concacaf, en la que se destaca la convocatoria de Leonel. Fue ratificado en la lista definitiva del 1 de julio. El 12 de julio debutó en la competencia contra Guadalupe en el Exploria Stadium de Orlando. Moreira completó los 90 minutos en la victoria por 3-1. El 16 de julio, en el mismo escenario quedó como suplente esta vez ante Surinam, en el triunfo de 2-1. Cerró su participación del grupo con el resultado favorable de 1-0 contra Jamaica, juego en el que salió expulsado al minuto 72'. El 25 de julio se presentó la eliminación de su país en cuartos de final por 0-2 frente a Canadá, en el AT&T Stadium.
El 13 de mayo de 2022, fue convocado a la lista de Suárez para la preparación de cara a la Liga de Naciones de la Concacaf. El 2 de junio se dio su debut como titular en la derrota 2-0 de visita contra Panamá.
El 14 de junio de 2022, estuvo en la suplencia en el partido donde su combinado selló la clasificación a la Copa Mundial tras vencer 1-0 a Nueva Zelanda, por la repesca intercontinental celebrada en el país anfitrión Catar.

#### Participaciones internacionales
| Competición                     | Sede                                  | Resultado        | Partidos | Goles |
| ------------------------------- | ------------------------------------- | ---------------- | -------- | ----- |
| Copa de Oro de la Concacaf 2011 | Estados Unidos                        | Cuartos de final | 0        | 0     |
| Copa América 2011               | Argentina                             | Fase de grupos   | 3        | -4    |
| Copa de Oro de la Concacaf 2013 | Estados Unidos                        | Cuartos de final | 0        | 0     |
| Copa América Centenario         | Estados Unidos                        | Fase de grupos   | 0        | 0     |
| Copa Centroamericana 2017       | Panamá                                | Cuarto lugar     | 1        | 0     |
| Copa de Oro de la Concacaf 2017 | Estados Unidos                        | Semifinales      | 0        | 0     |
| Copa Mundial de 2018            | Rusia                                 | Fase de grupos   | 0        | 0     |
| Copa de Oro de la Concacaf 2019 | Estados Unidos · Costa Rica · Jamaica | Cuartos de final | 4        | -4    |
| Liga de Naciones 2019-20        | América del Norte, Central y Caribe   | Cuarto lugar     | 2        | -2    |
| Copa de Oro de la Concacaf 2021 | Estados Unidos                        | Cuartos de final | 2        | -1    |

## Estadísticas

### Clubes
Actualizado al último partido jugado el 19 de junio de 2022.
| C. S. Herediano · Costa Rica |               |               |      |      |    |     |     |     |      |      |
| 1.ª | 2009-10       | 1             | 0    | —    | —  | —   | —   | 1   | 0    |      |
| 1.ª | 2010-11       | 32            | -37  | —    | —  | —   | —   | 32  | -37  |      |
| 1.ª | 2011-12       | 19            | -19  | —    | —  | 3   | -6  | 22  | -25  |      |
| 1.ª | 2012-13       | 36            | -44  | 1    | -2 | 3   | 0   | 40  | -46  |      |
| 1.ª | 2013-14       | 41            | -39  | 0    | 0  | 2   | -3  | 43  | -42  |      |
| 1.ª | 2014-15       | 15            | -17  | 5    | -3 | 3   | -3  | 23  | -23  |      |
| 1.ª | 2015-16       | 50            | -35  | 4    | -4 | 4   | -3  | 58  | -42  |      |
| 1.ª | 2016-17       | 32            | -33  | —    | —  | 2   | -4  | 34  | -37  |      |
| 1.ª | 2017-18       | 49            | -31  | —    | —  | 2   | -5  | 51  | -36  |      |
| 1.ª | 2018-19       | 19            | -21  | —    | —  | 7   | -6  | 26  | -27  |      |
| Total club | Total club    | 294           | -276 | 10   | -9 | 26  | -30 | 330 | -315 |      |
| C. F. Pachuca · México |               |               |      |      |    |     |     |     |      |      |
| 1.ª | 2018-19       | 0             | 0    | 4    | -9 | —   | —   | 4   | -9   |      |
| Total club | Total club    | 0             | 0    | 4    | -9 | —   | —   | 4   | -9   |      |
| Club Bolívar · Bolivia |               |               |      |      |    |     |     |     |      |      |
| 1.ª | 2019          | 23            | -29  | —    | —  | —   | —   | 23  | -29  |      |
| Total club | Total club    | 23            | -29  | —    | —  | —   | —   | 23  | -29  |      |
| L. D. Alajuelense · Costa Rica |               |               |      |      |    |     |     |     |      |      |
| 1.ª | 2019-20       | 17            | -17  | —    | —  | —   | —   | 17  | -17  |      |
| 1.ª | 2020-21       | 40            | -33  | —    | —  | 5   | -4  | 45  | -37  |      |
| 1.ª | 2021-22       | 35            | -35  | 1    | -4 | 2   | -3  | 38  | -42  |      |
| Total club | Total club    | 92            | -85  | 1    | -4 | 7   | -7  | 100 | -96  |      |
| Total carrera | Total carrera | Total carrera | 409  | -390 | 15 | -22 | 33  | -37 | 457  | -449 |
| (1) Incluye datos de la Supercopa de Costa Rica (2012-21) / Torneo de Copa (2013-15) / Copa México (2019). (2) Incluye datos de la Liga de Campeones de la Concacaf (2011-21) / Liga Concacaf (2018-21). (3) No incluye goles en partidos amistosos. |               |               |      |      |    |     |     |     |      |      |

### Selección de Costa Rica
Actualizado al último partido jugado el 2 de junio de 2022.
| Absoluta · Costa Rica                             |   |    |    |     |   |    |    |     |
| 2011                                              | — | —  | 3  | -4  | — | —  | 3  | -4  |
| 2013                                              | — | —  | —  | —   | 1 | -0 | 1  | -0  |
| 2014                                              | — | —  | —  | —   | 1 | -1 | 1  | -1  |
| 2016                                              | — | —  | —  | —   | 1 | -0 | 1  | -0  |
| 2017                                              | — | —  | 1  | -0  | — | —  | 1  | -0  |
| 2018                                              | — | —  | —  | —   | 3 | -2 | 3  | -2  |
| 2019                                              | — | —  | 4  | -4  | 1 | -1 | 5  | -5  |
| 2021                                              | 2 | -2 | 4  | -3  | 2 | -4 | 8  | -9  |
| 2022                                              | — | —  | 1  | -2  | — | —  | 1  | -2  |
| Total                                             | 2 | -2 | 13 | -13 | 9 | -8 | 24 | -23 |
| 1. Fuente:Transfermarkt / National Football Teams |   |    |    |     |   |    |    |     |

## Palmarés

### Títulos nacionales
| Título                         | Club              | País       | Año  |
| ------------------------------ | ----------------- | ---------- | ---- |
| Primera División de Costa Rica | C. S. Herediano   | Costa Rica | 2012 |
| Primera División de Costa Rica | C. S. Herediano   | Costa Rica | 2013 |
| Primera División de Costa Rica | C. S. Herediano   | Costa Rica | 2015 |
| Primera División de Costa Rica | C. S. Herediano   | Costa Rica | 2016 |
| Primera División de Costa Rica | C. S. Herediano   | Costa Rica | 2017 |
| Primera División de Costa Rica | C. S. Herediano   | Costa Rica | 2018 |
| Primera División de Costa Rica | L. D. Alajuelense | Costa Rica | 2020 |
| Torneo de Copa de Costa Rica   | L. D. Alajuelense | Costa Rica | 2023 |
| Recopa de Costa Rica           | L. D. Alajuelense | Costa Rica | 2024 |

### Títulos internacionales
| Título                           | Equipo            | Sede        | Año  |
| -------------------------------- | ----------------- | ----------- | ---- |
| Liga Concacaf                    | C. S. Herediano   | Tegucigalpa | 2018 |
| Liga Concacaf                    | L. D. Alajuelense | Alajuela    | 2020 |
| Copa Centroamericana de Concacaf | L. D. Alajuelense | Alajuela    | 2023 |
| Copa Centroamericana de Concacaf | L. D. Alajuelense | Alajuela    | 2024 |

### Distinciones individuales
| Distinción                                                                     | Año  |
| ------------------------------------------------------------------------------ | ---- |
| Mejor portero del Campeonato de Verano 2016                                    | 2016 |
| Mejor tapada de la temporada 2015-16 de UNAFUT                                 | 2016 |
| Mejor portero del Campeonato de Verano 2017                                    | 2017 |
| Mejor tapada de la temporada 2016-17 de UNAFUT                                 | 2017 |
| Mejor portero de la Primera División de Costa Rica del Torneo de Clausura 2018 | 2018 |
| Guante de oro de la Liga Concacaf 2018                                         | 2018 |
| Mejor portero de la Primera División de Costa Rica del Torneo de Apertura 2018 | 2019 |
| Guante de oro de la Liga Concacaf 2020                                         | 2021 |
| Once ideal de la Liga Concacaf 2020                                            | 2021 |
| Mejor portero de la Primera División de Costa Rica del Torneo de Apertura 2020 | 2021 |
| Mejor jugador de la Primera División de Costa Rica del Torneo de Apertura 2020 | 2021 |
| Guante de oro de la Liga Concacaf 2022                                         | 2022 |
| Once ideal de la Liga Concacaf 2022                                            | 2022 |
| Guante de oro de la Copa Centroamericana de Concacaf 2023                      | 2023 |
| Once ideal de la Copa Centroamericana de Concacaf 2023                         | 2023 |
| Mejor portero de la Primera División de Costa Rica del Torneo Clausura 2024    | 2024 |
| Guante de oro de la Copa Centroamericana de Concacaf 2024                      | 2024 |
| Once ideal de la Copa Centroamericana de Concacaf 2024                         | 2024 |